# Cot Peuneuronu
Cot Peuneuronu är ett berg i Indonesien.   Det ligger i provinsen Aceh, i den västra delen av landet, 1 800 km nordväst om huvudstaden Jakarta. Toppen på Cot Peuneuronu är 769 meter över havet.
Terrängen runt Cot Peuneuronu är kuperad åt sydost, men åt nordväst är den bergig. Runt Cot Peuneuronu är det ganska tätbefolkat, med 86 invånare per kvadratkilometer. I omgivningarna runt Cot Peuneuronu växer i huvudsak städsegrön lövskog.